# Pierre-Jean Chailley
Pour les articles homonymes, voir Chailley (homonymie).
Pierre-Jean Chailley, né le 1er janvier 1915 à Bizerte (Protectorat français de Tunisie) et décédé le 10 octobre 2002 à Toulon, est un officier de marine français.